# Abisara dollmani
Abisara dollmani är en fjärilsart som beskrevs av Riley 1932. Abisara dollmani ingår i släktet Abisara och familjen Riodinidae. Inga underarter finns listade i Catalogue of Life.